# Мејфилд Хајтс (Охајо)
Мејфилд Хајтс (енгл. Mayfield Heights) град је у америчкој савезној држави Охајо.

## Демографија
По попису из 2010. године број становника је 19.155, што је 231 (-1,2%) становника мање него 2000. године.
| Група             | 2000.          | 2010.          |
| Белци             | 17.648 (91,0%) | 15.141 (79,0%) |
| Афроамериканци    | 577 (3,0%)     | 1.979 (10,3%)  |
| Азијати           | 782 (4,0%)     | 1.340 (7,0%)   |
| Хиспаноамериканци | 201 (1,0%)     | 391 (2,0%)     |
| Укупно            | 19.386         | 19.155         |